# Neurot Recordings
Neurot Recordings es una compañía discográfica independiente de Estados Unidos fundada por integrantes de la banda Neurosis en 1999. En constante expansión, ha dado a conocer una gran variedad de artista de diferentes géneros musicales, aunque especializándose en bandas de sludge metal, post-rock y noise.

## Descripción
Formada por miembros de Neurosis y Tribes of Neurot como un medio para promover su visión musical, la función principal del sello es servir como una herramienta para la salida de su material discográfico de una manera más prolífica, así como la de todos sus proyectos relacionados.
Neurot Recordings esta además comprometido con el lanzamiento de otros artistas quienes sientan una inspiración similar. Los artistas externos son invitados al sello como "espíritus afines". Estos artistas deben crear y desarrollar un sonido artístico que sea original, emocional y épica en cuanto a pasajes ambientales, música basada en el rock o cualquier otra cosa de tantas.

## Bandas
- A Storm of Light
- Across Tundras
- Akimbo
- Amber Asylum
- Amenra
- Battle of Mice
- Bee & Flower
- Blood & Time
- Buried at Sea
- Christ on Parade
- Chord
- Corrections House
- Culper Ring
- Current 93
- DEAFKIDS
- Enablers
- FINAL
- Galloping Coroners
- Grails
- Grey Daturas
- Guapo
- Harvestman
- House of Low Culture
- Ides of Gemini
- Isis
- Scott Kelly
- KK Null
- Lotus Eaters
- Made Out of Babies
- MGR
- Nate Hall
- Neurosis
- OM
- Oxbow
- Red Sparowes
- Sabers
- Savage Republic
- Shrinebuilder
- Skullflower
- Tarantula Hawk
- Tarentel
- Tone
- Tribes of Neurot
- U.S. Christmas
- Ufomammut
- Vitriol
- Steve Von Till
- Yob
- Zeni Geva